# 基爾莫爾 (印地安納州)
基爾莫爾（英語：Kilmore）是位於美國印地安納州克林頓縣的一個非建制地區。該地的面積和人口皆未知。

## 地理
基爾莫爾的座標為40°20′55″N 86°30′20″W / 40.34861°N 86.50556°W，而該地的平均海拔高度為254米（即833英尺）。